# 구시촌 (오키나와현)
구시촌(일본어: 久志村)은 일본 오키나와현 구니가미군에 설치되었던 촌이다. 현재의 나고시에 해당한다.